# Număr liber de pătrate

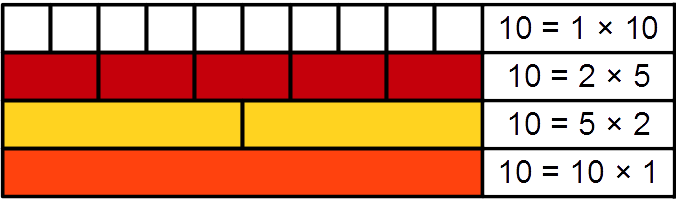
10 este liber de pătrate, deoarece divizorii săi mai mari de 1 sunt 2, 5 și 10, niciunul nu este un pătrat perfect (primele câteva pătrate perfecte fiind 1, 4, 9 și 16)

În teoria numerelor, un număr liber de pătrate este un număr natural ce nu are ca divizor niciun pătrat perfect.

## Exemple
De exemplu, 10 = 2 ⋅ 5 este liber de pătrate, dar 18 = 2 ⋅ 3 ⋅ 3 nu este liber de pătrate, deoarece 18 este divizibil cu 9 = 32. Cele mai mici numere pozitive liber de pătrate sunt:
1, 2, 3, 5, 6, 7, 10, 11, 13, 14, 15, 17, 19, 21, 22, 23, 26, 29, 30, 31, 33, 34, 35, 37, 38, 39, ... 

## Proprietăți
Un număr liber de pătrate poate fi folosit la definiția altor clase de numere.
De exemplu, conform criteriului lui Alwin Korselt din 1899, un număr întreg pozitiv compus C este un număr Carmichael dacă și numai dacă este liber de pătrate, iar pentru orice p factor prim al lui C este adevărat că p– 1 divide C – 1.
Un numpr n este liber de pătrate dacă {\displaystyle \mu (n)\neq 0,\!}; unde {\displaystyle \mu (n)\!} este funcția lui Möbius.